# Hornsberg

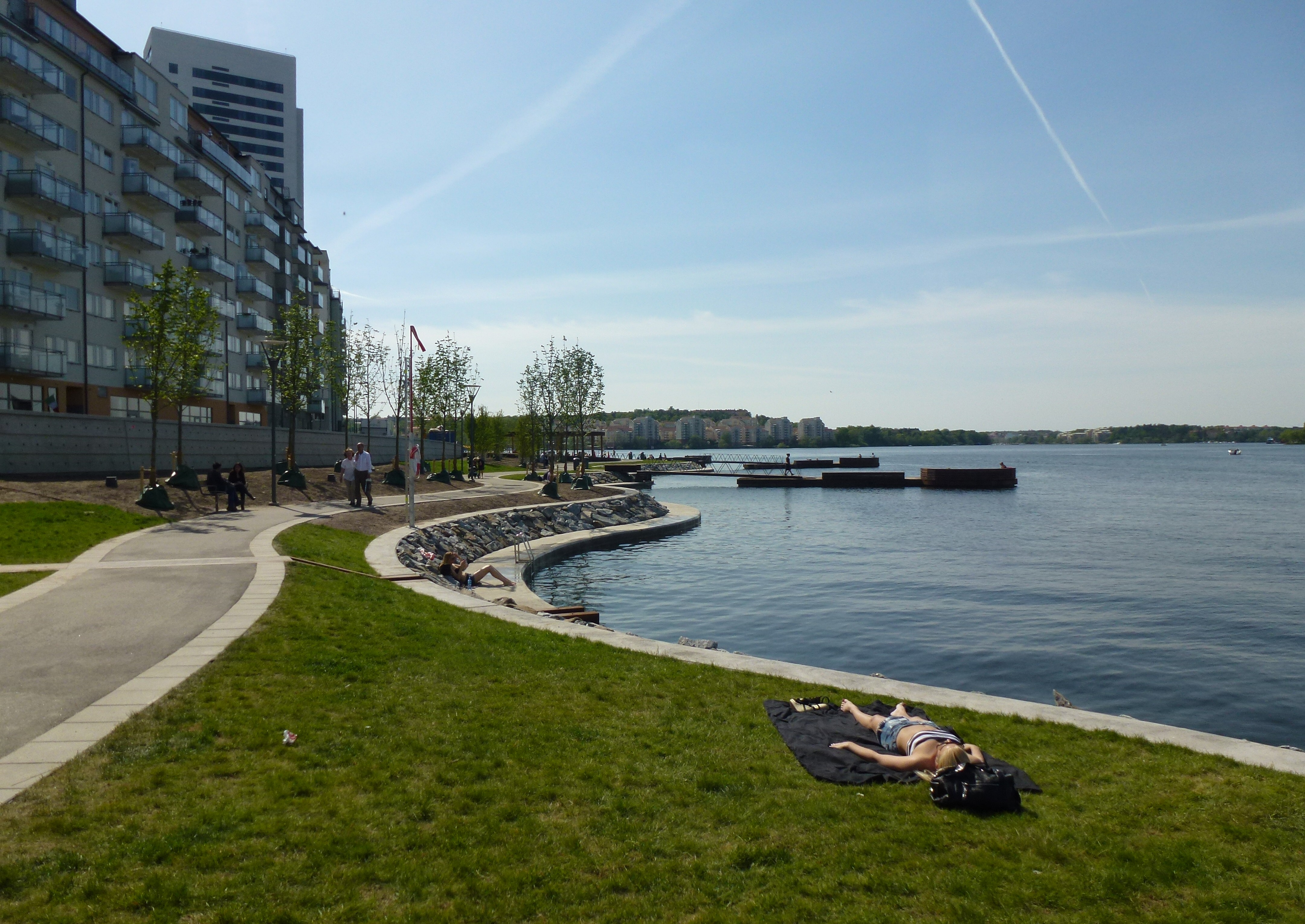
Hornsbergs strandpark 2012.

Hornsberg är ett informellt område på västra Kungsholmen i Stockholms innerstad. Området, som har sitt namn efter malmgården Stora Hornsberg, ligger i öns nordvästra hörn. Det har inga officiellt fastställda gränser men har kommit att bli ett samlingsnamn för det område som växer med bostäder, kontor och butiker. Hornsberg ligger i stadsdelarna Kristineberg och Stadshagen.

## Historia

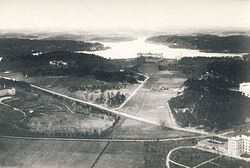
Flygbild över Hornsberg från 1896

Nordvästra Kungsholmen, där Hornsberg är beläget, var i stort sett obebyggt fram till slutet mot 1800-talet, vilket ett flygfoto från 1896 visar. På 1870-talet lades ett förslag fram där man ville bygga en villastad på nordvästra Kungsholmen. Bolaget Tomt AB Hornsberg köpte marken 1876, och i mitten på 1880-talet presenterade man sitt förslag till villastad. År 1887 beslutade Stockholms kommunfullmäktige att ändra stadsplanen ”i syfte att å Hornsbergs egendom bilda ett villaområde”. Bolaget lyckades dock inte sälja en enda tomt vilket förmodligen berodde på att området låg alltför nära fabrikerna och arbetarbostäderna på Kungsholmen. På 1930-talet ändrades därför stadsplanen och det tänkta villaområdet blev istället ett industriområde.
Hornsberg har utvecklats från ett industriområde i citys utmarker till ett bostadsområde med strandpromenad, restauranger, caféer, butiker samt kommersiell och offentlig service. Området befinner sig i en utvecklingsprocess som beräknas nå sin kulmen omkring år 2020-2022. Då ska Hornsberg vara sammanbyggt från Pampas Marina till Fridhemsplan och Rålambshovsparken. 2015 ska Trafikplats Lindhagen vara anlagd för att underlätta av- och påfart från och till Essingeleden.